# Охотник (телесериал, 1984)
Охотник — американский телесериал, транслировавшийся с 1984 по 1991 год на канале NBC.
В 1995, 2002 и 2003 годах в качестве продолжения сериала выходили несколько телефильмов.

## Сюжет
Главные герои сериала — двое полицейских-детективов департамента убийств Лос-Анджелеса Хантер и Макколл, которые раскрывают преступления, часто пренебрегая рамками закона.

## В ролях

### Основные персонажи
- Фред Драйер — детектив сержант Ричард «Рик» Хантер (152 эпизода, 1984—1991)
- Стефани Крамер — детектив сержант Ди Ди Маккол (130 эпизодов, 1984—1990)
- Чарльз Хэллахан — капитан Чарльз «Чарли» Девейни (110 эпизодов, 1986—1991)

### Второстепенные персонажи
- Дарлэнн Флюгел — офицер Joanne Molenski (1990—1991)
- Лорен Лэйн — сержант Крис Новак (1991)
- Майкл Кавано — капитан Лестер Д. Кейн (пилотный эпизод)
- Артур Розенберг — капитан Лестер Д. Кейн (1984—1987)
- Джон Эймос — капитан Долан (1984—1985)
- Брюс Дэвисон — капитан Уайлер (1985—1987)
- Джон Shearin — лейтенант Амвросий Финн (1985—1988)
- Джеймс Уитмор-младший — сержант Берни Тервиллигер (1984—1986)
- Гаррет Моррис — Арнольд «Sporty» Джеймс (1986—1989)
- Ричард Бошан — Карлос (Asst. М. Е.) (1985—1987)
- Перри Кук — Барни Удол (коронер) (1986—1990)
- Стэнли Камель — агент Брэд Уилкс (Occasional) (1987—1988)
- Пол Мэнти — командир Том Клейтон (Occasional) (1989—1991)
- Кортни Барилла — Эллисон Новак (1991)

## Награды и номинации
- 1990 — номинация на премию «Edgar Allan Poe Awards» в категории «Лучший телеэпизод».
- 1990 — номинация на премию «American Society of Cinematographers» в категории «Outstanding Achievement in Cinematography in Regular Series».
- 1989 — премия «BMI Film & TV Awards»
- 3 номинации на «Прайм-таймовая премия «Эмми»» (1987, 1988, 1989) в категории «Outstanding Sound Editing for a Series»[4].